# Manfredo Fanti

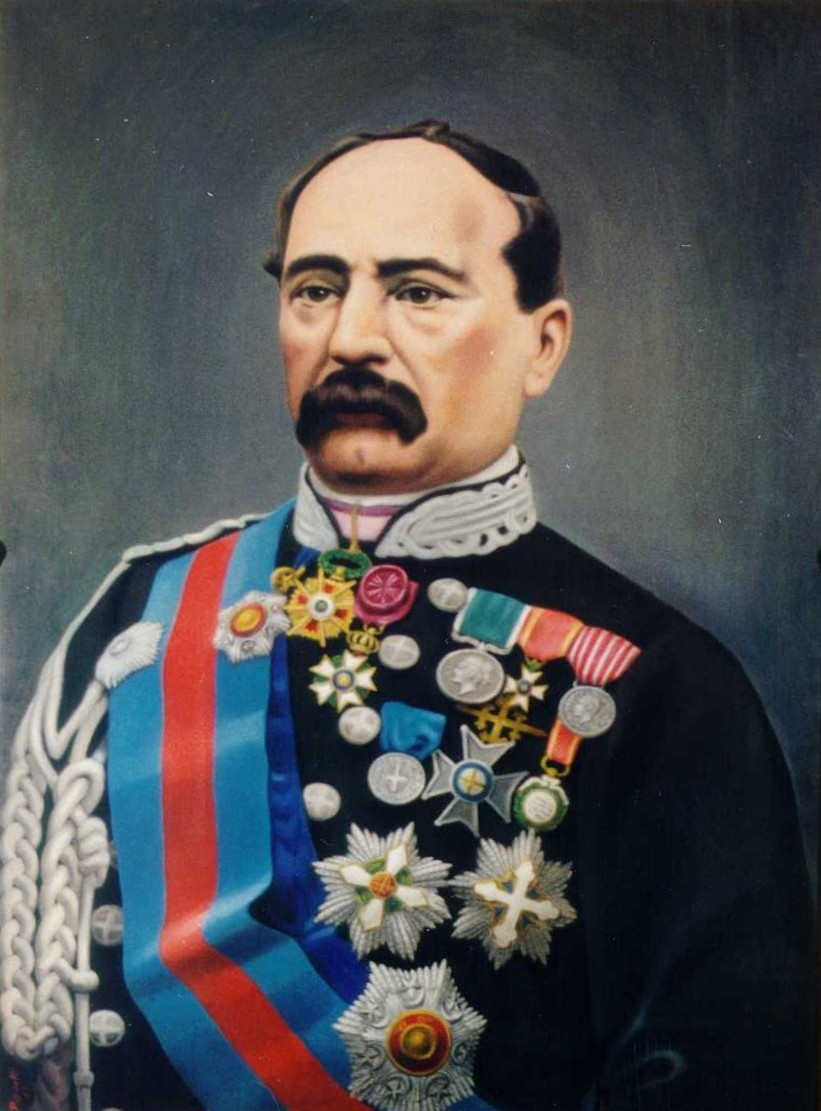
Manfredo Fanti

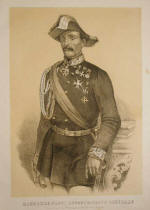
Manfredo Fanti

Manfredo Fanti (* 23. Februar 1806 in Carpi bei Modena; † 5. April 1865 in Florenz) war ein italienischer General. Er war im Kabinett Cavour IV der erste Kriegsminister des Königreiches Italien.

## Leben
Fanti wurde als Sohn von Antonio Fanti und der Silea Ferrari Carbolani bei Modena geboren. Er besuchte die Kadettenschule in Modena, wurde 1825 zu den Pionieren von Modena zugelassen. 1830 machte er seinen Abschluss in Mathematik und erlangte den Rang eines Ingenieurleutnant. Er nahm im Februar 1831 an dem von Ciro Menotti organisierten Aufstandsversuch gegen Herzog Franz von Modena und die Österreicher teil.   Nach dem Scheitern des Aufstands wurde er jedoch festgenommen und nach der österreichischen Intervention ins Exil gezwungen. Fanti floh nach Frankreich und trat 1835 in spanische Dienste über. Hier zeichnete er sich im Kampf gegen die Karlisten mit besonderer Tapferkeit aus und rückte zum Oberst im Generalstab in Madrid auf.
1848 kehrte Fanti nach Italien zurück und trat als Generalmajor in den Dienst der provisorischen Regierung von Mailand ein. Hier wurde ihm der Schutz von Karl Albert persönlich übertragen, den er vor der Wut des Volkes schützen musste, nachdem dieser einen Waffenstillstand abgeschlossen hatte.
Fanti kämpfte dann 1849 im Dienst des Königreiches Sardinien-Piemont gegen die Österreicher, führte im Krimkrieg eine Brigade und im Italienisch-Österreichischen Krieg von 1859 die sardische 2. Division mit Auszeichnung. Schließlich übernahm er dann von den provisorischen Regierungen von Toskana, Parma, Modena und der Romagna die Führung der vereinigten Truppen.
1860 trat Fanti in das letzte Kabinett des Königreiches Sardinien-Piemont unter Cavour als Kriegsminister ein. Nach der Proklamation von Viktor Emanuel II. am 17. März 1861 zum König von Italien, übernahm er dieses Amt unter Ministerpräsident Cavour auch im darauffolgenden ersten Kabinett des Königreiches Italien. Er reorganisierte das italienische Heer, verbesserte die Festungen Pavia und Pizzighettone, erneuerte die Heereseinrichtungen und vernichtete in den Marken und Umbrien die päpstlichen Truppen unter Lamoricière. Auch als Chef des Generalstabs Viktor Emanuels war er in Unteritalien erfolgreich bei der Einnahme von Mola und Gaeta.
Bereits 1849 wurde Fanti Mitglied der Abgeordnetenkammer im Piemont, 1860 wurde er zum Senator ernannt. Als Baron Bettino Ricasoli 1861 sein Ministerium bildete, übernahm Fanti den Oberbefehl über das 5. Militärdepartement.
Manfredo Fanti starb am 5. April 1865 in Florenz.